# Избирательные округа штата Луизиана

Границы административных единиц штата с 2023 по 2025 год

Американский штат Луизиана поделен на шесть избирательных округов. В прошлом штат был поделен на восемь округов. По результатам переписи населения от 1990 года восьмой округ был ликвидирован 9 января 1993 года. Седьмой округ был ликвидирован в 2013 году по результатам переписи населения 2010 года. Основной причиной стал переезд жителей после урагана Катрина, обрушившегося на штат.

## Нынешние округа и их представители
Здесь представлен список членов Палаты представителей США от штата Луизиана, границы округов и политические рейтинги округов (по данным КПИ). По состоянию на 2022 год, делегация насчитывает 6 членов (5 республиканцев и 1 демократ).
В 2023 году Окружной апелляционный суд США постановил, что изменения избирательных округов Луизианы было примером джерримендеринга со стороны законодательного собрания, контролируемого республиканцами. Целью было размытие влияния голосов афроамериканцев и обеспечение большинства белых в пяти из шести округов. Суд постановил изменить карты, включив в них второй округ с большинством афроамериканцев, чтобы отразить демографическую ситуацию в штате и дать им возможность выбрать представителя по своему вкусу.
| Округ | Представитель (Резиденция) | Партия          | Действующий с  | Рейтинг округа | Карта округа |
| ----- | -------------------------- | --------------- | -------------- | -------------- | ------------ |
| 1     | Стивен Скэлис (Джефферсон) | Республиканская | 3 мая 2008     | Р+22           |              |
| 2     | Трой Картер (Новый Орлеан) | Демократическая | 11 мая 2021    | Д+25           |              |
| 3     | Клэй Хиггинс (Лафейетт)    | Республиканская | 3 января 2017  | Р+21           |              |
| 4     | Майк Джонсон (Бентон)      | Республиканская | 3 января 2017  | Р+14           |              |
| 5     | Джулия Летлоу (Старт)      | Республиканская | 14 апреля 2021 | Р+17           |              |
| 6     | Гаррет Грейвс (Батон-Руж)  | Республиканская | 3 января 2015  | Р+18           |              |

## Исторические местоположения округов
Таблица с картами избирательных округов в штате Луизиана, демонстрирует изменения границ округов в период с 1973 по 2025 год.
| Год         | Карта штата | Дополнительная карта |
| ----------- | ----------- | -------------------- |
| 1973–1982   |             |                      |
| 1983–1984   |             |                      |
| 1985–1992   |             |                      |
| 1993–1994   |             |                      |
| 1995–1996   |             |                      |
| 1997–2002   |             |                      |
| 2003–2013   |             |                      |
| 2013 - 2023 |             |                      |
| 2025 - н.в. |             |                      |